# 臺灣霜扁蝽
臺灣霜扁蝽（学名：Carventus taiwanensis）为扁蝽科霜扁蝽屬下的一个种。